# Juan Marsé
Juan Marsé Carbó, né le 8 janvier 1933 à Barcelone et mort le 18 juillet 2020 dans la même ville, est un écrivain, auteur, compositeur, traducteur et scénariste espagnol,.
Il bénéficie d'une notoriété largement étendue dans tout le monde hispanique.
Il a reçu de nombreux prix dont le Prix Planeta en 1978 pour La Fille à la culotte d'or (La muchacha de las bragas de oro) et le Prix Cervantes en 2008.

## Biographie
Né Juan Faneca Roca, orphelin de mère, il est adopté par le couple Marsé. À l'âge de treize ans, il travaille comme apprenti joaillier. Lors de son service militaire à Ceuta en 1955, il projette l'écriture de son premier roman, publié en 1961.
Entre 1960 et 1965, il travaille à Paris comme garçon de laboratoire à l'Institut Pasteur, et donne des cours d'espagnol à la fille du pianiste Robert Casadesus. Teresa l'après-midi (Últimas Tardes con Teresa) reçoit le prix Biblioteca Breve en 1965, et Marsé entre au Parti communiste espagnol.
De retour en Espagne, il écrit des scénarios pour le cinéma.
Inspiré de son enfance pauvre dans les bas-fonds de Barcelone, son roman intitulé  Adieu la vie, adieu l'amour (Si te dicen que caí) est censuré en Espagne et ne peut paraître qu'au Mexique. Il continue cependant de consacrer ses romans suivants à dépeindre Barcelone après la guerre d'Espagne, ce qui ne l'empêche pas de recevoir le prix Planeta en 1978, pour La Fille à la culotte d'or (La muchacha de las bragas de oro), adapté au cinéma par Vicente Aranda en 1980 (ce dernier tournera également Si te dicen que caí, et El amante bilingüe en 1992),.
En 1997, il reçoit le Prix Juan Rulfo pour l'ensemble de son œuvre. En 2004, Fernando Trueba adapte El embrujo de Shangai au cinéma.
En 2020, il meurt à 87 ans.

## Œuvre

### Romans
- Encerrados con un solo juguete (1960) Publié en français sous le titre Enfermés avec un seul jouet, traduit par Maurice-Edgar Coindreau, Paris, Gallimard, coll. « Du monde entier », 1967 ; réédition, Paris, Gallimard, coll. « L'étrangère », 1992
- Esta cara de la luna (1962)
- Últimas tardes con Teresa (1966) Publié en français sous le titre, Teresa l'après-midi, traduit par Jean-Marie Saint-Lu, Paris, Christian Bourgois, 1993 ; réédition, Paris, éditions Points, coll. « Signatures » no P2183, 2009
- La oscura historia de la prima Montse (1970) Publié en français sous le titre L'Obscure Histoire de la cousine Montse[11], traduit par Michèle Gazier, Paris, Le Sycomore, 1981 ; réédition, Paris, Christian Bourgois, 1989 ; réédition dans une nouvelle traduction de Jean-Marie Saint-Lu, Paris, Éditions Points, coll. « Points » no P2786, 2012
- Si te dicen que caí (1973) Publié en français sous le titre Adieu la vie, adieu l'amour, traduit par Claude Bleton, Paris, Christian Bourgois, 1992 ; réédition, Paris, 10/18, coll. « Domaine étranger » no 2749, 1996 ; réédition, Paris, Seuil, coll. « Points. Roman » no 1279, 2004
- La muchacha de las bragas de oro (1978) Publié en français sous le titre La Fille à la culotte d'or, traduit par Fabien Martinez et Ignès Cagnati, Paris, Denoël, 1981
- Un día volveré (1982) Publié en français sous le titre Un jour je reviendrai, traduit par Jean-Marie Saint-Lu, Paris, Christian Bourgois, 1997 ; réédition, Paris, Seuil, coll. « Points » no 520, 1998
- Ronda del Guinardó (1984) Publié en français sous le titre Boulevard du Guinardó, traduit par Jean-Marie Saint-Lu, Paris, Christain Bourgois, 1990 ; réédition, Paris, 10/18, coll. « Domaine étranger », no 2591, 1995 ; réédition, Paris, Seuil, coll. « Points. Roman » no 1013, 2002
- El amante bilingüe (1990) Publié en français sous le titre L'Amant bilingue, traduit par Jean-Marie Saint-Lu, Paris, Christian Bourgois, 1996 ; réédition, Paris, 10/18, coll. « Domaine étranger » no 3085, 1999 ; réédition, Paris, Éditions Points, coll. « Points » no P2787, 2012
- El embrujo de Shangai (1993) Publié en français sous le titre Les Nuits de Shanghaï, traduit par Jean-Marie Saint-Lu, Paris, Christian Bourgois, 1995 ; réédition, Paris, 10/18, coll. « Domaine étranger » no 2963, 1998
- Rabos de lagartija (2000) Publié en français sous le titre Des lézards dans le ravin, traduit par Jean-Marie Saint-Lu, Paris, Christian Bourgois, 2001 ; réédition, Paris, Seuil, coll. « Points. Roman » no 1014, 2002
- Canciones de amor en Lolita's club (2005) Publié en français sous le titre Chansons d'amour au Lolita's Club, traduit par Jean-Marie Saint-Lu, Paris, Christian Bourgois, 2006
- Caligrafía de los sueños (2011) Publié en français sous le titre Calligraphie des rêves, traduit par Jean-Marie Saint-Lu, Paris, Christian Bourgois, 2012 ; réédition, Paris, éditions Points, coll. « Points » no P2985, 2013
- Noticias felices en aviones de papel (2014)[12],[13]
- Esa puta tan distinguida (2016) Publié en français sous le titre Cette putain si distinguée, traduit par Jean-Marie Saint-Lu, Paris, Christian Bourgois, 2018

### Recueils de nouvelles
- Teniente bravo (1987) Publié en français sous le titre Le Fantôme du cinéma Roxy, traduit par Jean-Claude Masson, Paris, Gallimard, coll. « Du monde entier », 1990 ; réédition, Paris, Gallimard, coll. « L'Imaginaire » no 560, 2008

- Cuentos completos (2002)  Publié en français sous le titre Lieutenant Bravo, traduit par Jean-Marie Saint-Lu, Paris, Christian Bourgois, 2004 - Il s'agit d'une édition reprenant le recueil de 1987 augmenté de nouvelles dispersées parues dans la presse.

### Essais
- Confesiones de un chorizo (1977)
- Señoras y señores (1988)
- Las mujeres de Juanito Marés (1997)
- Un paseo por las estrellas (2001)
- La gran desilusión (2004)
- Momentos inolvidables del cine (2004)